# 종이학

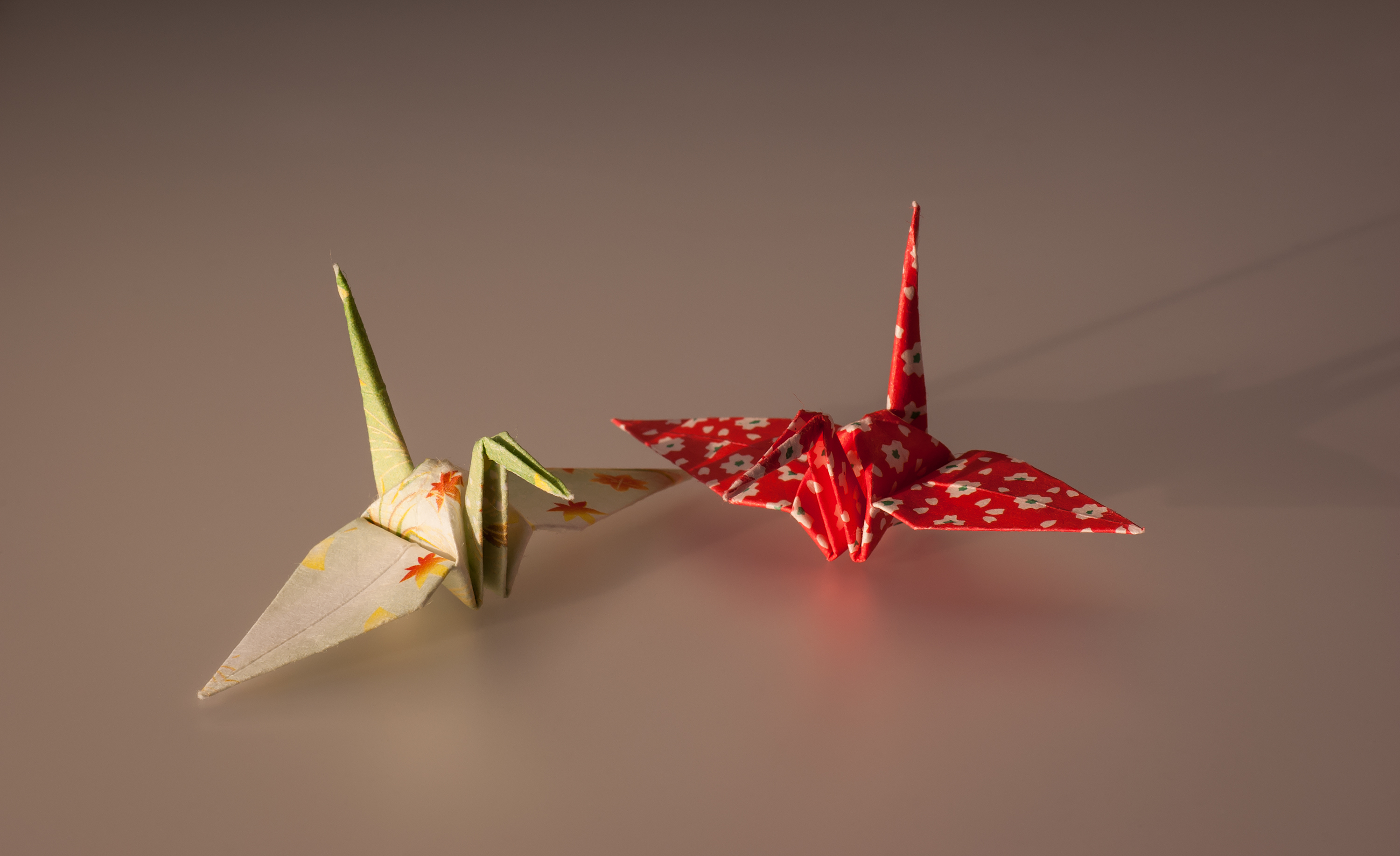
종이학

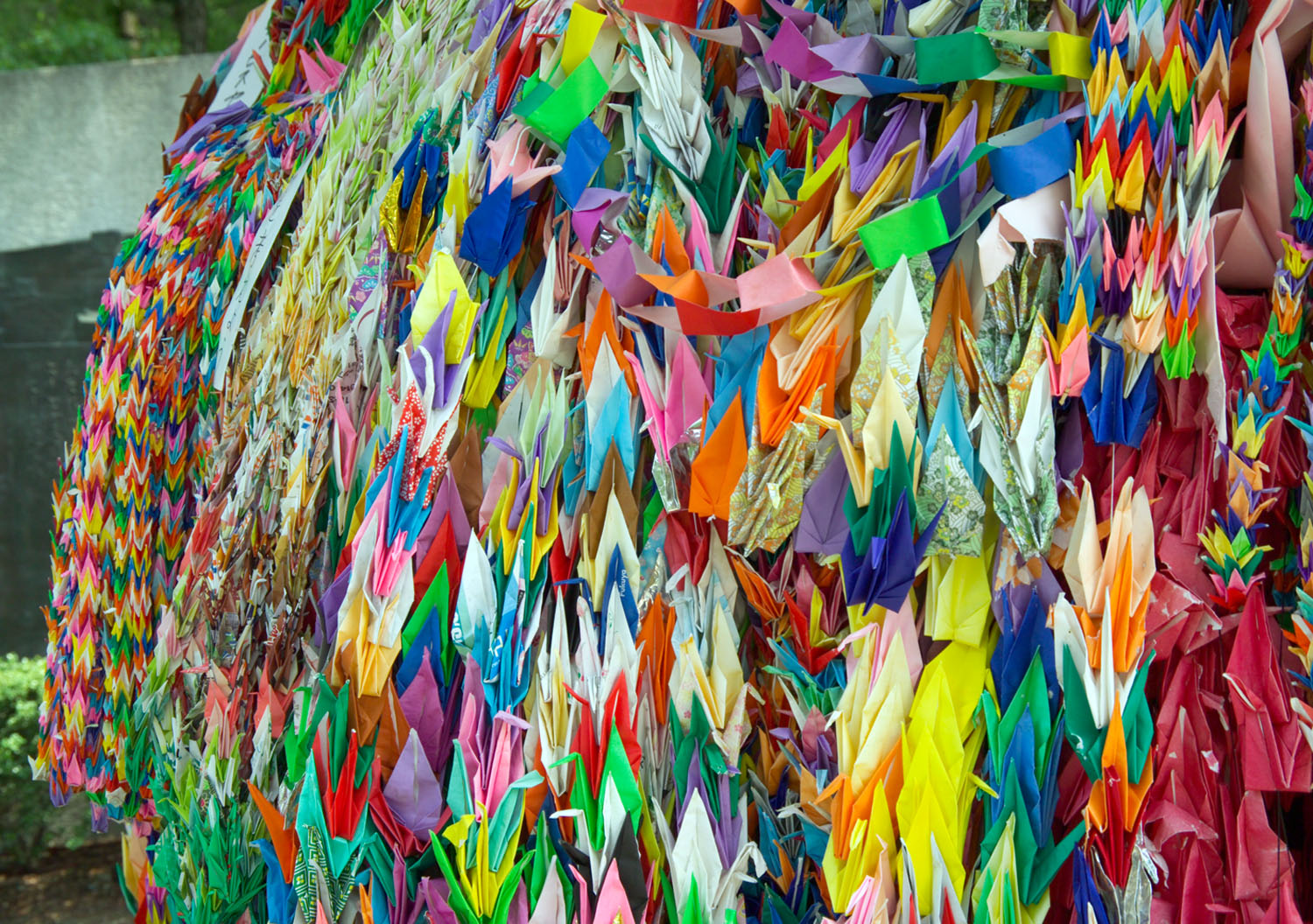
센바즈루

종이학(-鶴, 일본어: 折鶴 오리즈루[*])은 종이접기로 만든 학으로, 일본 오리가미의 가장 고전적인 형태이다. 일본 문화에서 특별한 상징인 두루미를 묘사한 것이다. 천 마리의 종이학을 접어 실로 연결한 것을 센바즈루(千羽鶴)라고 부른다.